# Relations entre la Serbie et l'Union européenne
Les relations entre la Serbie et l'Union européenne remontent à la constitution de la république fédérale de Yougoslavie, État successeur de la république fédérative socialiste de Yougoslavie, qui changea de nom en 2003 pour devenir la Communauté d'États de Serbie-et-Monténégro. À la suite de l'indépendance du Monténégro, la Serbie a succédé à la Communauté.

## Relations avant 2009
La Communauté économique européenne ouvre en 1981 un bureau à Belgrade, alors capitale de la République socialiste fédérative de Yougoslavie et signe un accord de coopération.
L'Union européenne prend en compte l'élargissement dans les Balkans depuis, au moins, la fin des années 1990.
Les négociations d'adhésion débutent concrètement avec le processus de réforme politique et sociale à la chute du régime de Slobodan Milošević en 2000. Alors que la Serbie fait encore partie de la république fédérale de Yougoslavie, l'UE déclare officiellement en 2001 que les États balkaniques sont des candidats potentiels à l'adhésion, ce qui est confirmé en 2003 (la Serbie faisant alors partie de la Serbie-et-Monténégro, union dissoute pour sa part en 2006).
En 2002, l'accord de Belgrade, qui organise la dissolution de la république fédérale de Yougoslavie et prépare les futures relations entre la Serbie et le Monténégro dans la future Communauté d'États de Serbie-et-Monténégro est signé en présence du Haut représentant pour la politique étrangère et de sécurité commune de l'Union européenne, qui a supervisé le processus. L'Union européenne « offre une perspective d’une adhésion et se pose comme l’arbitre des futurs différends liés aux questions économiques ».
Un accord de stabilisation et d'association est négocié dès novembre 2005. Ces négociations sont suspendues le 3 mai 2006 car Ratko Mladić n'avait pas été encore arrêté et l'Union considérait que la Serbie avait failli à remplir son engagement envers le Tribunal pénal international pour l'ex-Yougoslavie. Le 21 juillet 2008, Radovan Karadžić fut arrêté. Le 26 mai 2011, Mladić fut finalement arrêté.
Le 8 novembre 2007, le vice-Premier ministre serbe Božidar Đelić et la Commissaire à l'élargissement Olli Rehn paraphèrent à Bruxelles l'accord de stabilisation et d'association entre la Serbie et l'Union européenne. Olli Rehn déclara que cette décision était le résultat de l'amélioration de la coopération avec le TPIY, comme l'a constaté la procureure générale, Carla Del Ponte.
L'UE planifiait d'accorder le statut de candidat à la Serbie début 2009, à la condition de sa pleine coopération avec le tribunal de La Haye. La Serbie obtint finalement le statut d’État candidat le 1er mars 2012.
L'accord de stabilisation et d'association (ASA) est entré en application le 1er septembre 2013.

## Demande d'adhésion
Le 22 décembre 2009, le président Boris Tadić a remis la demande d'adhésion serbe à la présidence suédoise du Conseil de l'Union.